# Silene glabrescens
Silene glabrescens är en nejlikväxtart som beskrevs av Cosson. Silene glabrescens ingår i släktet glimmar, och familjen nejlikväxter. Inga underarter finns listade i Catalogue of Life.